# فينبار كيني
فينبار كيني (بالإنجليزية: Finbar B. Kenny)‏ هو رجل أعمال أمريكي ومن هواة جمع الطوابع، قد وجد الفرصة لإنشاء عدد من الإصدارات من الطوابع التي تستهدف سوق جامعي الطوابع المربح. وفي عام 1964، أبرم صفقة مع إمارة عجمان التي تعاني من ضائقة مالية للحصول على امتياز إنتاج الطوابع للحكومة، كما وقع مع حاكم إمارة الفجيرة محمد بن حمد الشرقي في عام 1964، لكنه اتهم بالتورط في قضية رشوة في الولايات المتحدة بسبب تعاملاته مع حكومة جزر كوك، حيث اتفق مع رئيس وزرائها ألبرت هنري على إصدار طوابع.
حملت هذه الطوابع مصورا ذات ألوان وأشكال صارخة وليس لها صلة فعلية بالإمارات التي أصدرت منها (تضمنت الإصدارات «أبحاث الفضاء» و «الألعاب الأولمبية في طوكيو لعام 1964» وإصدارين فرديين من إمارة أم القيوين عن «الملوك والملكات البريطانيون»، ورغم ارتفاع درجات الحرارة في الصيف في أم القيوين إلى 50 درجة مئوية، فقد أصدرت طوابع عن «الألعاب الأولمبية الشتوية» لذلك تُعرف مجتمعة باسم «الكثبان الرملية».

طوابع من أم القيوين تحمل صور رواد الفضاء في مهمة أبولو 13 وهم جيم لوفل وفريد هايس وجاك سويغيرت

## قضية الرشوة
في عام 1965، استأجر رئيس وزراء جزر كوك، السير ألبرت هنري، كيني لطباعة الطوابع لهواة جمع الطوابع. وكانت شركة كيني، وهي شركة جزر كوك للتنمية، وهي شركة تابعة لشركة كيني الدولية التي يملكها، تمتلك الامتياز الحصري كوكيل بريدي خارج البلاد، وتتقاسم الأرباح مناصفة مع الحكومة. وفي عام 1978 طلب هنري من كيني سلفة قدرها 337,000 دولار أمريكي من إيرادات طوابع البريد للعام التالي لتمويل حملة إعادة انتخابه. وقد استخدم هنري هذه الأموال في نقل الناخبين جواً إلى البلاد، على الرغم من أن الأموال كانت مخصصة لمعاش الشيخوخة في البلاد. وقد أبطل رئيس القضاة في ذلك الوقت، السير غافن دون، الأصوات الإضافية ونصب توماس ديفيس رئيساً للوزراء. في عام 1979، أصبح كيني أول أمريكي يقر بأنه مذنب بانتهاك قانون الممارسات الأجنبية الفاسدة لعام 1977، الذي يحظر على الأمريكيين دفع رشاوى في الخارج لزيادة الأعمال التجارية. اعتبرت المحاكم أن السلفة رشوة، وتم تغريم كيني 50,000 دولار. كما أعاد أيضًا مبلغ 337,000 دولار إلى حكومة جزر كوك.